# Holker Street
Die Holker Street (durch Sponsoringvertrag offiziell SO Legal Stadium) ist ein Fußballstadion in der englischen Hafen- und Industriestadt Barrow-in-Furness, Vereinigtes Königreich. Der Fußballverein AFC Barrow ist Eigentümer und Hauptnutzer der Anlage. Die Sportstätte bietet 5045 Plätze, davon sind 1000 Sitzplätze.

## Geschichte

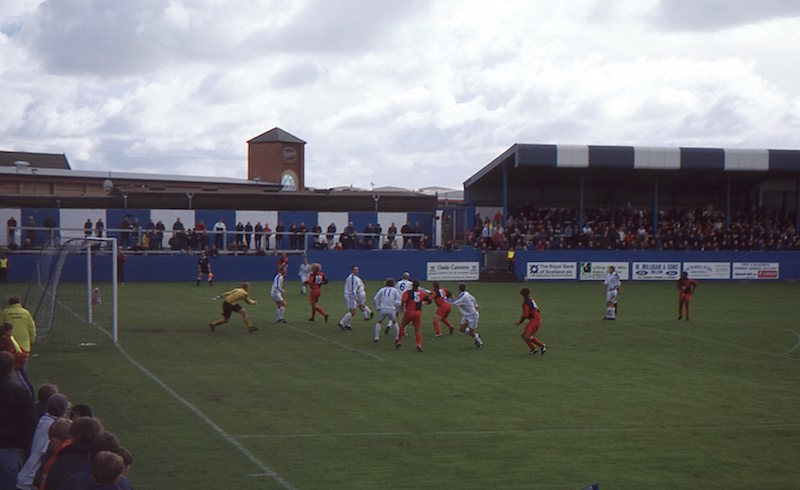
Fußballspiel in der Holker Street (1998)

Seit 1909 nutzt der Club das Gelände, eine frühere Deponie im Besitz der Furness Railway, für seine Heimspiele. Erst drei Jahre später wurde die erste Tribüne aus Holz errichtet. 1921 besaß das Stadion vier Zuschauerränge. Die Holzbauten wurden größtenteils nach dem Zweiten Weltkrieg ersetzt. Die nächsten, größeren Veränderungen ließen 25 Jahre auf sich warten. Um mehr Zuschauer in die Holker Street zu holen, wurde das Stadion in den Jahren 1972 bis 1974 und 1978 auch als Speedwaybahn genutzt. Schon 1930 wurden solche Rennen in der Holker Street ausgetragen. Später wurde noch ein Freizeitclub hinzugefügt. Die 1963 installierte Flutlichtanlage wurde 2017 durch eine modernere Anlage ersetzt. Dadurch waren drei der rund 30 Meter hohen Masten überflüssig geworden und wurden abgerissen. Der vierte wurde in einen Mobilfunkmast umfunktioniert. In den Sommerpausen 2020 und 2021 wurde das Stadion renoviert. Der Zuschauerrekord wurde in der 3. Runde im FA Cup 1953/54 aufgestellt. Zu der Partie am 9. Januar 1954 gegen Swansea City (2:2) kamen 16.874 Besucher.
Im Juli 2022 wurde bekannt, dass die Holker Street in SO Legal Stadium umbenannt wird. Der Sponsoringvertrag mit der SO Legal Ltd. gilt bis zum Ende der Saison 2023/24.

## Tribünen
- The Brian Arrowsmith Main Stand[5]
  - Die Haupttribüne im Norden wurde 2017 nach der Clublegende Brian Arrowsmith (1940–2020) benannt. Sie liegt an Wilkie Road und verfügt über 1000 Sitzplätze für die Heimfans.
- The Holker Street End
  - Im Sommer 2020 wurde die Hintertortribüne Holker Street End im Osten überdacht. Eine Stadionecke der Stehplatztribüne wurde für Steh- wie Sitzplätze der Gästefans erweitert.
- The Ray Wilkie Stand
  - Der Ray Wilkie Stand im Süden ist ein teilweise überdachter Stehplatzrang und steht nur den Heimfans offen. 2017 erhielt die Tribüne den Namen der Clublegende Ray Wilkie († 1992).
- The Steelworks End
  - Die Hintertortribüne im Westen mit Stehplätzen beherbergt auch die Büros des Vereins sowie das Clubhaus namens Crossbar.